# Macromitrium leptocarpum
Macromitrium leptocarpum är en bladmossart som beskrevs av Brotherus 1899. Macromitrium leptocarpum ingår i släktet Macromitrium och familjen Orthotrichaceae. Inga underarter finns listade i Catalogue of Life.